# Johann Carl Hickel
Johann Carl Hickel (též v pořadí Carl Johann Hickel nebo pod pseudonymem Carl Johann Heinrich) (11. září 1811 Vídeň — 28. září 1855 Vídeň) byl rakouský dramatik a novinář působící zejména (v letech 1845–55) v Praze.
Byl původně určen k vojenské službě a po nějakou dobu sloužil u vojska, poté však z něj vystoupil a věnoval se žurnalistice (básně a drobné prózy) a divadlu, a to nejprve ve Vídni a od roku 1845 v Praze. Od svého příchodu spolupracoval se Stavovským divadlem, kde jeho první prací byla slavnostní hra k otevření železnice z Vídně do Prahy. V revolučním roce 1848 se zapojil do politiky na radikálním křídle, byl sympatizantem Repealu, členem Národního výboru a od dubna do července 1848 vydával vlastní list Der Freund des Volkes (Přítel lidu), ve kterém se mj. zasazoval o společný postup Čechů a Němců při prosazování občanských svobod.
V roce 1849 politiky zanechal; řada jeho děl oslavujících císaře svědčí o nové loajalitě. V té době se stal dramaturgem Stavovského divadla, zejména odpovědným za provoz letní arény ve Pštrosce. V letech 1850–1854 také vydával vlivný německojazyčný časopis Salon s podtitulem Listy pro umění, literaturu a společenský život. Pro neshody s vedením divadla je roku 1853 opustil a v roce 1855 se vrátil do Vídně, aby působil v Josefovském divadle (Theater in der Josefstadt). Ještě v témže roce však zemřel na tyfus.
Těžiště jeho díla spočívalo v žurnalistické práci a dále v krátkých prózách, zejména s historickými náměty, a v poezii. Pro divadlo ve Vídni a později i v Praze napsal řadu příležitostných kusů k dynastickým (narozeniny a svatba císaře Františka Josefa) i jiným (otevření pražsko-drážďanské železnice, smuteční slavnost na smrt Mendelssohna) příležitostem. Vedle toho však psal i hry historického a — zejména pro "svou" arénu ve Pštrosce — populárního rázu. Zajímal se však velice též o hudbu, které věnoval řadu kritických článků (zasazoval se např. o uvedení oper Richarda Wagnera). Výrazem tohoto zájmu je i jeho autorství několika operních libret pro české skladatele, jakož i oblíbené parodie na známé opery jeho doby.

## Dílo (výběr)
- Pirát benátský (Der Pirat von Venedig), historická hra (1846)
- Epheuranken, soubor historických próz (1848)
- Karel IV. aneb Strašidelná noc v Pise (Karl IV. oder die Schreckensnacht in Pisa), vlastenecká hra k výročí založení pražské univerzity (1848)
- Luciferovy dcery (Die Töchter Luzifers), hra s hudbou a tancem (1849)
- Mořský géz (Der Meergeuse), libreto k opeře Františka Škroupa (1851)
- Prorok (Ein Prophet), operní parodie (1851)
- Lesní kvítek (Die Waldblume), libreto k opeře Jana Bedřicha Kittla (1852)
- Kolumbus (Columbus), libreto k opeře Františka Škroupa (1852)
- Othelík, kulturněhistorický mouřenín (Othellerl, der kulturhistorische Mohr), operní parodie (1853)
- Obrazy a zvuky z Mariánských Lázní (Bilder und Klänge aus Marienbad), sbírka básní (1854)
- Rakouské císařské písně (Österreichische Kaiserlieder), sbírka básní (1855)
- Dvůr paní Lásky — Vádemékum zamilovaných (Der Minnehof — Ein Vademecum der Liebenden), sbírka básní (1855)